# Ambassade du Cambodge en France
L'ambassade du Cambodge en France est la représentation diplomatique du royaume du Cambodge auprès de la République française. Elle est située 4 rue Adolphe-Yvon dans le 16e arrondissement de Paris, la capitale de la France. Son ambassadeur est, depuis novembre 2023, David Luy.
L’ambassade royale du Cambodge en France est également responsable des relations bilatérales avec la République italienne, la république de Malte, la République portugaise, le royaume d'Espagne, la principauté d'Andorre et la principauté de Monaco,.

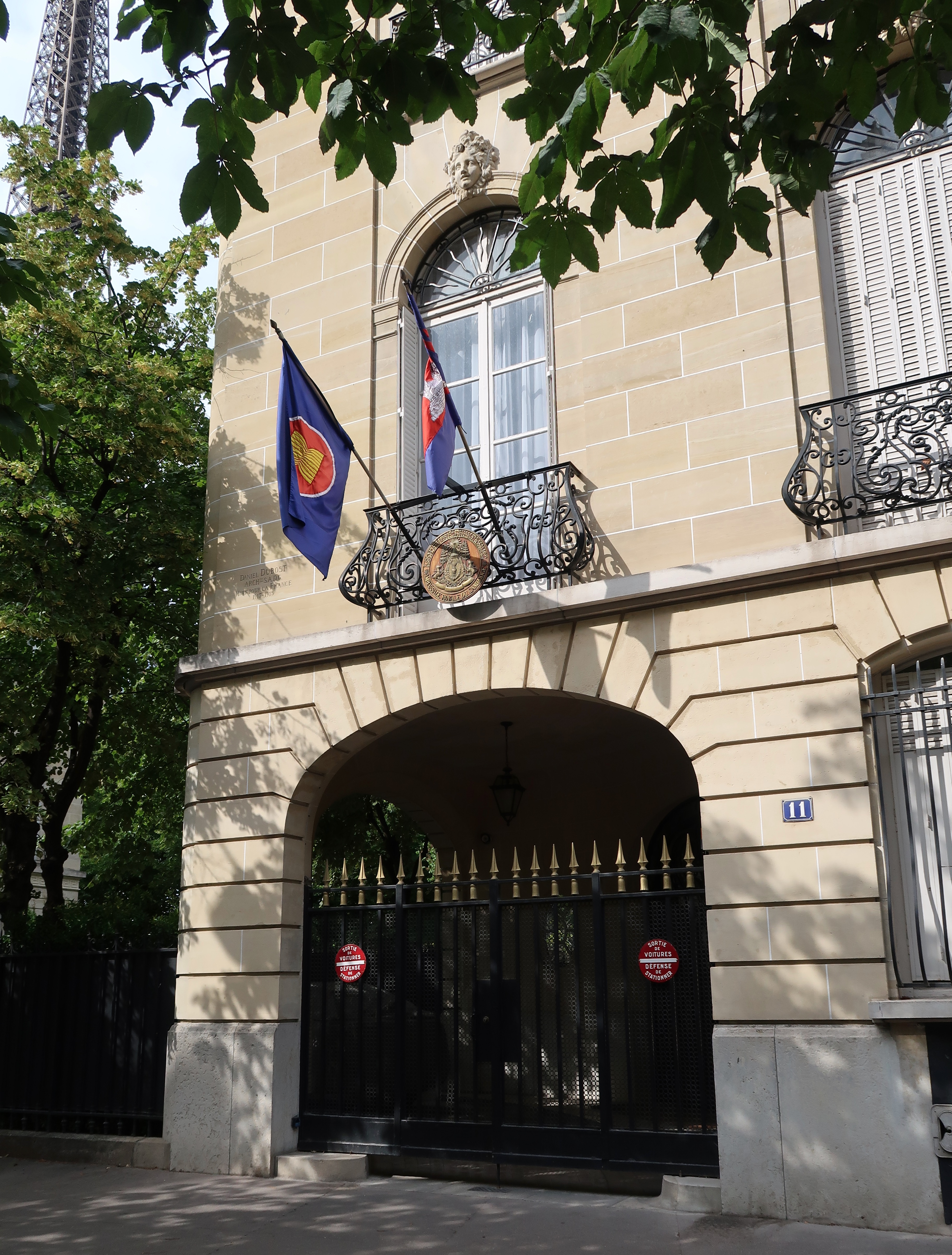
Bâtiment 11 avenue Charles-Floquet (Paris).

L'ambassade possède également un bâtiment 11 avenue Charles-Floquet (7e arrondissement).

## Listes des ambassadeurs
Voici la liste des ambassadeurs depuis 1954 (date de l'indépendance) :
| Date de nomination                                                       | Date de nomination                                                       | Date de remise des lettres de créance                                    | Date de remise des lettres de créance                                    | Diplomate                                                                |
| En qualité d'ambassadeurs extraordinaires et ministres plénipotentiaires | En qualité d'ambassadeurs extraordinaires et ministres plénipotentiaires | En qualité d'ambassadeurs extraordinaires et ministres plénipotentiaires | En qualité d'ambassadeurs extraordinaires et ministres plénipotentiaires | En qualité d'ambassadeurs extraordinaires et ministres plénipotentiaires |
| ------------------------------------------------------------------------ | ------------------------------------------------------------------------ | ------------------------------------------------------------------------ | ------------------------------------------------------------------------ | ------------------------------------------------------------------------ |
| ?                                                                        |                                                                          | 1954                                                                     |                                                                          | Sisowath Monireth                                                        |
| ?                                                                        |                                                                          | 1955                                                                     |                                                                          | Sisowath Monipong                                                        |
| ?                                                                        |                                                                          | 1956                                                                     |                                                                          | Penn Nouth                                                               |
| ?                                                                        |                                                                          | 1963                                                                     |                                                                          | Pho Proeung                                                              |
| ?                                                                        |                                                                          | 1966                                                                     |                                                                          | Sonn Voeun Sai                                                           |
| ?                                                                        |                                                                          | 1993                                                                     |                                                                          | Hor Namhong                                                              |
| ?                                                                        |                                                                          | 16 mars 1999                                                             | [ JORF 1 ]                                                               | Prak Sokhonn (en)                                                        |
| ?                                                                        |                                                                          | 1er avril 2003                                                           | [ JORF 2 ]                                                               | Uch Kiman                                                                |
| ?                                                                        |                                                                          | 20 février 2014                                                          | [ JORF 3 ]                                                               | Nouth Narang                                                             |
| ?                                                                        |                                                                          | 26 juillet 2016                                                          | [ JORF 4 ]                                                               | Chem Widhya (en)                                                         |
| ?                                                                        |                                                                          | 5 octobre 2020                                                           | [ JORF 5 ]                                                               | Sophann Ket                                                              |
| novembre 2023                                                            |                                                                          | 29 février 2024                                                          | [ JORF 6 ]                                                               | David Luy                                                                |

### Journal officiel de la République française
Dans le Journal officiel de la République française (JORF), sur Légifrance :
1. ↑  Remise de lettres de créance, JORF no 66 du 19 mars 1999, NOR MAEP9950027G.
2. ↑  Remise de lettres de créance, JORF no 79 du 3 avril 2003, texte no 2, NOR MAEP0350004E.
3. ↑  Remise de lettres de créance, JORF no 0048 du 26 février 2014, texte no 1, NOR MAEP1450025G.
4. ↑  Remise de lettres de créance, JORF no 0186 du 11 août 2016, texte no 3, NOR MAEP1618081X.
5. ↑  Remise de lettres de créance, JORF no 0245 du 8 octobre 2020, texte no 2, NOR EAEP2026449X.
6. ↑  Remise de lettres de créance, JORF no 0051 du 1er mars 2024, texte no 2, NOR EAEP2406143X.